# Бекі Сейтаков
Бекі Сейтаков (31 (18) березня 1914, Бедиркент, Хівинське ханство — 7 березня 1979, Москва) — туркменський радянський прозаїк, поет, журналіст, перекладач, редактор. Суспільно-політичний діяч. Народний письменник Туркменії (1967), член-кореспондент АН Туркменської РСР (1969). Член ЦК КП Туркменської РСР (1963—1966). Депутат Верховної Ради Туркменської РСР 6-7 скликань. Голова правління Спілки письменників Туркменської РСР (1963—1966). Лауреат Державної премії Туркменської РСР імені Махтумкулі (1966).
Народився в сім'ї туркменського дехканина-бідняка. Рано залишився сиротою. Виховувався в школі-інтернаті. Закінчив педагогічне училище. Вчителював у сільських школах Ташаузького району.
З 1937 року — в Ашхабаді займався журналістською роботою: співробітник редакцій газет «Яш комуніст», «Мидам Тайяра», головний редактор газети «Едібіят ве Сунгат». У 1944 році закінчив учительський інститут.
У 1966—1973 рр. — головний редактор журналу «Рада едебіяти». У 1954—1957 роках — секретар, а в 1963—1966 рр. — голова правління Спілки письменників Туркменської РСР.
Дебютував в 1929 році з гумористичними віршами.
Автор збірки поезій «Юність» («Молодість», 1938), поем «У вогні» (1940), «Подруги» (1941), «Герой» (1946) та інших. У 1939 році опублікував збірку оповідань «Щасливе покоління», в 1948 грду — «Сільські розповіді», «Одруження Еллі Оді». Потім опублікував повісті «Сучасники» (1955), «Дівоча данина» (1958), «Неспокійні люди» (1958), «Подарунок сина» (1966), «Син Леніна» (1975), романи «Поет» (1958, рос . пер. 1961), «Серце пустелі» (науково-фантастичний детектив, повість спочатку була видана туркменською мовою під назвою «Павутина» в 1962), поетичні збірки «Вірші і поеми», 1947, «Пустеля відступає», 1951, збірники нарисів.